# N-группа (теория групп)
N-группа — это группа, все локальные подгруппы (то есть нормализаторы нетривиальных  p-подгрупп) которой разрешимы. Неразрешимые случаи Томпсон классифицировал во время работы по поиску всех минимальных конечных простых групп.

## Простые N-группы
Простые  N-группы классифицировал Томпсон в серии из 6 статей общим объёмом около 400 страниц.
Простые N-группы состоят из специальных линейных групп {\displaystyle \mathrm {PSL} _{2}(q),\mathrm {PSL} _{3}(3)},  групп Сузуки {\displaystyle \mathrm {Sz} (2^{2n+1})},   унитарной группы {\displaystyle \mathrm {U} _{3}(3)},  знакопеременной группы A7,  группы Матьё M11 и группы Титса. (Группа Титса была опущена в исходном докладе Томпсона в 1968, но Хирн указал, что она также является простой N-группой). Более обще,  Томпсон показал, что любая неразрешимая N-группа является подгруппой Aut(G), содержащей G для некоторой простой N-группы G.
Горенстейн и Лайонс обобщили теорему Томпсона на случай групп, у которых все 2-локальные подгруппы разрешимы. Единственные простые группы, которые при этом добавилась — это унитарные группы U3(q).

## Доказательство
Горенстейн даёт сводку классификации Томпсона N-групп.
Простые числа, делящие порядок группы, делятся на четыре класса {\displaystyle \pi _{1},\pi _{2},\pi _{3},\pi _{4}}
- {\displaystyle \pi _{1}} — это множество простых p, таких, что силовская p-подгруппа нетривиальна и циклическая.
- {\displaystyle \pi _{2}} — это множество простых p, таких, что силовская p-подгруппа P является нециклической, но SCN3(P) пуста
- {\displaystyle \pi _{3}} — это множество простых p, таких, что силовская p-подгруппа P имеет непустую SCN3(P) и P нормализуют нетривиальную абелеву подгруппу с порядком, взаимно простым с p.
- {\displaystyle \pi _{4}} — это множество простых p, таких, что силовская p-подгруппа P имеет непустую SCN3(P), но не нормализует нетривиальную абелеву подгруппу с порядком, взаимно простым с p.

Доказательство делится на несколько случаев, в зависимости от того, какому из этих четырёх классов простое 2 принадлежит, а также от целого e, которое является наибольшим целым, для которого существует элементарная абелева подгруппа ранга e, нормализованная нетривиальной 2-подгруппой.
- 1968 Томпсон[1] дал общее введение, высказав главную теорему и доказав предварительные леммы.
- 1970 Томпсон[2] описал группы E2(3) и S4(3) (в обозначениях Томпсона, это исключительная группа G2(3) и симплектическая группа Sp4(3)), которые N-группами не являются, но их описание необходимо для доказательства основной теоремы.
- 1971 Томпсон[3] рассмотрел случай {\displaystyle 2\notin \pi _{4}}. Теорема 11.2 показывает, что в случае {\displaystyle 2\in \pi _{2}} группа является группой {\displaystyle \mathrm {PSL} _{2}(q),\mathrm {M} _{11},A_{7},\mathrm {U} _{3}(3)} или {\displaystyle \mathrm {PSL} _{3}(3)}. Возможность {\displaystyle 2\in \pi _{3}} исключена, показав, что любая такая группа должна быть C-группой и с помощью классификации Сузуки C-групп проверяется, что ни одна из групп, найденных Сузуки, не удовлетворяет этому условию.
- 1973 Томпсон[4][5] рассмотрел случаи {\displaystyle 2\in \pi _{4}} и {\displaystyle e\geqslant 3} или {\displaystyle e=2}. Он показал, что либо G является C-группой, так что это группа Сузуки, или удовлетворяет описанию групп E2(3) и S4(3) в его второй статье, которые не являются N-группами.
- 1974 Томпсон[5] рассмотрел случай {\displaystyle 2\notin \pi _{4}} и e=1, где единственным возможным вариантом является случай, когда G является C-группой или группой Титса.

## Следствия
Минимальная простая группа — это нециклическая простая группа, все собственные подгруппы которой разрешимы. 
Полный список минимальных простых групп дал Томпсон
- PSL2(2p), p простое.
- PSL2(3p), p нечётное простое.
- PSL2(p), p > 3 простое, сравнимое с 2 или 3 mod 5
- Sz(2p), p нечётное простое.
- PSL3(3)

Другими словами, нециклические конечные простые группы должны иметь подфактор, изоморфный одной из этих групп.